# Municipio de Jamesville (Carolina del Norte)
El municipio de Jamesville (en inglés: Jamesville Township) es un municipio ubicado en el  condado de Martin en el estado estadounidense de Carolina del Norte. En el año 2010 tenía una población de 2.689 habitantes.

## Geografía
El municipio de Jamesville se encuentra ubicado en las coordenadas 35°47′38.58″N 76°52′30.81″O / 35.7940500, -76.8752250.